# Humbe
Humbe – miasto w Angoli, w prowincji Cunene.